# Grecia en los Juegos Paralímpicos de Barcelona 1992
Grecia estuvo representada en los Juegos Paralímpicos de Barcelona 1992 por siete deportistas masculinos.

## Medallistas
El equipo paralímpico griego obtuvo las siguientes medallas:
| Nombre              | Deporte   | Evento                         |
| ------------------- | --------- | ------------------------------ |
| Oro                 |           |                                |
| —                   |           |                                |
| Plata               |           |                                |
| Georgios Toptsis    | Atletismo | Salto de longitud J4 masculino |
| Christos Angourakis | Atletismo | Jabalina THW3 masculino        |
| Bronce              |           |                                |
| Christos Angourakis | Atletismo | Peso THW3 masculino            |